# 凸果阔叶槭
凸果阔叶槭（学名：Acer amplum var. convexum）为槭树科枫属下的一个变种。

## 扩展阅读
- 維基物種上的相關：凸果阔叶槭